# ジョン・ウィック:コンセクエンス
『ジョン・ウィック：コンセクエンス』（原題：John Wick: Chapter 4）は、2023年に公開されたアメリカ合衆国のアクション映画。前3作同様R15+指定。2019年公開の『ジョン・ウィック:パラベラム』の直接の続編で、『ジョン・ウィック』シリーズの第4作。マイケル・フィンチが脚本を共同執筆し、チャド・スタエルスキが監督を引き続き務める。また、監督に加えてスタエルスキは、ベイジル・イヴァニクやエリカ・リーとともに製作にも携わる。主演も引き続きキアヌ・リーブス。さらに準主役として、中華圏で高い人気を誇るドニー・イェンが出演。
「大阪コンチネンタル・ホテル」の格闘シーンのファイトコレオグラファーを務めたのは、ドニーとの協業経験がある日本人アクション監督の川本耕史。チャド・スタエルスキ監督の「日本的な要素を入れたい」というオファーを受けた谷垣健治の紹介により、本作を担当することになった。
本作はライオンズゲートが配給し、2023年3月24日に米国で劇場公開された。当初は2021年5月21日に公開予定だったが、COVID-19のパンデミックやキアヌ主演の『マトリックス レザレクションズ』との兼ね合いで、公開延期となった。
日本版のポスター等で使われたキャッチコピーは「報いを受ける時がきた」。
本作の日本語副題である「コンセクエンス（consequence）」は英語で「結果、帰結、重要性」などを意味する単語であり、本作では「報い」と訳されている。

## あらすじ
裏社会で“伝説の殺し屋”と称されるジョン・ウィックは、前作において主席連合に強襲部隊や殺し屋ゼロとの死闘により瀕死の状態となっていたが、同じく主席連合に反感を抱くニューヨーク地下犯罪組織のボス、バワリー・キングによって救われ、回復を待ちながら再起の機会をうかがっていた。その後、ウィックは反撃の第一歩として、主席連合のさらに上位に位置する存在である首長（エルダー）を追跡し、砂漠の地で追い詰める。かつて前任の首長に忠誠の証として差し出した亡き妻との結婚指輪を取り戻すことは叶わず、新たな首長は自身を殺しても無意味であると警告するが、ウィックは報復の意思を示すべくその言葉を退け、彼を射殺する。
この事態を受け、「主席連合」の代表である12人の主席は、ジョン・ウィックの抹殺を図るため、主席の一人であるヴィンセント・ビセ・ド・グラモン侯爵に組織の全権を委ねる。グラモン侯爵はまず、ウィックの友人であり、ニューヨークのコンチネンタル・ホテルの支配人を務めるウィンストンに責任を問い、ホテルの無効化と破棄を宣言。直後に建物を爆破し、さらにウィンストンの側近であるコンシェルジュのシャロンを射殺する。続いて侯爵は、ジョンの旧友であり、すでに引退しているものの盲目の凄腕の殺し屋・ケインを呼び戻し、彼の娘を人質に取ることで、ジョンの暗殺を強制する。
ジョンは、日本にいる旧友であるシマヅ・コウジを頼り、彼が支配人を務める大阪のコンチネンタル・ホテルに身を潜める。しかし、ジョンに懸けられた2,000万ドルの懸賞金を狙い名を上げたい殺し屋、ミスター・ノーバディ（大阪では“トラッカー”と名乗る）や、グラモン侯爵の側近チディ率いる部隊がホテルに現れる。シマヅがチディの要求を拒否したことから、激しい戦闘がホテル内で繰り広げられる。
ジョンとシマヅは襲撃者たちに応戦していくが、そこにケインが加わり対峙することとなる。一方、ノーバディは懸賞金がさらに引き上げられることを見越し、ジョンを即座に殺害することは避け、密かに彼の窮地を助ける場面も見られるなど余裕を見せていた。最終的にジョンは大阪からの脱出には成功するが、シマヅは娘アキラを庇って負った傷が原因で、ケインとの一騎討ちに敗れ、命を落とす。
ニューヨークに戻ったジョンはウィンストンと再会し、彼から主席連合の古い掟である「決闘（ドゥエル）」による解決策を提案される。この掟は主席連合のメンバーの代理人として一対一の決闘を申し込み、勝利すれば組織からの解放を得られるというものであった。ただし、代理人となるには主席連合に属するファミリーの一員である必要があり、ジョンはかつて所属していた組織「ルスカ・ロマ」に再び受け入れてもらう必要があった。
ジョンはルスカ・ロマの拠点があるドイツ・ベルリンへ向かい、女ボスのカティアと対面する。彼女は、前任のボスであり自身の父でもあるピョートルを殺した男・キーラを討てば、ジョンの復帰を認めると告げる。ジョンはナイトクラブ「天国と地獄」でキーラを狙うが、現地でケインやノーバディと再会し、三者は共闘してキーラの部下たちを撃退。最終的にジョンはキーラを抹殺し、カティアから復帰を許可される。
ウィンストンは決闘の介添人として、グラモン侯爵にジョンの挑戦を伝える。当初は侯爵も拒否しようとするが、ウィンストンの言葉によって野心をかき立てられ、最終的に条件を受け入れる。これにより、ジョンが勝利すれば自由の身となること、加えてウィンストンの地位の回復とコンチネンタル・ホテルの再建も認められることとなる。
決闘は中立の調停者である告知人（ハー・ヘラルド）の立ち会いのもと、パリ・トロカデロ広場にて形式が整えられ、古の儀式に従って詳細が決定される。決闘は翌朝6時3分、モンマルトルのサクレ・クール寺院にて、ピストルを用いて執り行われることとなり、グラモン侯爵は自身の代理としてケインを決闘者に指名する。
しかし、グラモン侯爵は正面からの決闘に応じるつもりはなく、ジョンが夜明けまでに決闘の場にたどり着けないよう、パリ中の殺し屋たちに多額の懸賞金をかけて抹殺を図る。ジョンは襲い来る刺客たちを次々と退けながら、決闘の地であるサクレ・クール寺院を目指し、222段の階段がある門前までたどり着く。
チディの追撃により窮地に陥るが、ケインとノーバディの援護を受け、なんとか夜明けまでに到着することに成功する。こうして、ジョンとグラモン侯爵の代理人であるケインとの間で、ピストルによる決闘が開始される。決闘は2発目まで勝敗が決せず、3発目でケインがジョンに重傷を負わせ、実質的な勝者となる。すると、グラモン侯爵は自らがとどめを刺そうと前に出るが、ジョンがまだ3発目を撃っていないことに気づかず、その隙を突かれて射殺される。
これにより決闘はジョンの勝利に終わり、告知人はジョンとケインの双方が「主席連合」から解放されたことを宣言し、その場を後にする。重傷を負ったジョンは、ウィンストンに自らをニューヨークへ連れ帰るよう頼み、サクレ・クール寺院の階段に倒れ込む。
物語のエピローグでは、ニューヨークの墓地にて、ウィンストンとバワリー・キングが訪れ、ジョンの墓を見舞う。墓は、亡き妻ヘレンの隣に建てられており、ウィンストンは静かに敬意を表する。
また、エンドロール後の映像では、娘と再会しようとするケインの前に、父シマヅを殺されたアキラが現れ、彼の命を狙う場面が描かれるところで幕を閉じる。

## 登場人物・キャスト

### 主人公
ジョン・ウィック
演 - キアヌ・リーブス、日本語吹替 - 森川智之
裏社会で「伝説の殺し屋」と称される人物。かつては組織「ルスカ・ロマ」の一員として活動していたが、前作『パラベラム』において表向きは死亡したことになっていたが、実際にはニューヨーク地下犯罪組織のボスであるバワリー・キングに救われ、キングと共に主席連合への復讐を企てる。卓越した格闘技術と射撃の腕を持ち、極めて困難な状況下でも生還と目標達成を果たす姿が描かれる。

### 主席連合
ヴァンサン・ビセ・ド・グラモン侯爵
演 - ビル・スカルスガルド、日本語吹替 - 増田俊樹
フランスを拠点とする「主席連合」の12人の代表の一人。裕福な青年貴族で、傲慢な性格だが小心な一面も持つ。物語冒頭でジョン・ウィックによる首長殺害を受け、主席連合からジョン対策の全権を委任される。ニューヨークのコンチネンタル・ホテルを壊滅させ、見せしめとするために腹心のチディら部下に命じてジョンの行方を追わせる。また、引退した暗殺者ケインを脅迫し、決闘の代理人として従わせる。
ケイン
演 - ドニー・イェン、日本語吹替 - 大塚芳忠
盲目の暗殺者でジョン・ウィックやシマヅ・コウジの旧友。既に殺し屋稼業を引退していたが、グラモン侯爵からジョン抹殺のために呼び出され、娘を半ば人質にされる形でやむなく暗殺者として復帰する。戦闘では、杖に仕込まれた刀や音を利用したセンサーを壁に設置し、その音を頼りに拳銃で攻撃するといった独自の戦術を用いる。
チディ
演 - マルコ・サロール、日本語吹替 - 田所陽向
グラモン侯爵の腹心で、高い戦闘能力を有する人物。
告知人
演 - クランシー・ブラウン、日本語吹替 - 石田圭祐
「主席連合」のメンバー。本名は不明。劇中では、ニューヨーク・コンチネンタルの破棄通知をウィンストンに伝えるほか、終盤のジョン・ウィックとグラモン侯爵の決闘において立会人を務める。グラモン侯爵と行動を共にすることが多いが、個人には中立であり、あくまで主席連合の職務に忠実である。
キーラ・ハルカン
演 - スコット・アドキンス、日本語吹替 - 亀山雄慈
「主席連合」のメンバーで、ドイツ・ベルリンにてナイトクラブ「天国と地獄」を経営する。大柄で肥満体だが、格闘術に長ける。主席連合内での正確な地位は不明だが、連合の指示に従い、代表の一人であるカティアの父を粛清したため、カティアから恨まれている。
カティア
演 - ナタリア・テナ
「主席連合」のメンバーで、ドイツを拠点とするベラルーシ系マフィア「ルスカ・ロマ」の女ボス。ジョン・ウィックとは旧知の仲であるが、現在は疎遠である。本作の少し前に、ジョンの関与した騒動により粛清された父の跡を継いでいる。
首長
演 - ジョージ・ゲオルギウ
「主席連合」のトップ。アラブの部族長のような風貌を持つ。劇中冒頭でジョン・ウィックに自身を殺しても何も変わらないと忠告されるが、そのまま射殺される。

### コンチネンタル
ウィンストン
演 - イアン・マクシェーン、日本語吹替 - 安原義人
「コンチネンタル・ホテル・ニューヨーク」の支配人で、ジョン・ウィックの旧友。前作では、ジョンを自らの手で殺したように見せかけることで主席連合の赦しを得ていたが、ジョンが生存していることが発覚、さらに首長を殺害したことで立場が危うくなる。グラモン侯爵の判断により、ホテルは即時破棄され、側近のシャロンは射殺、ウィンストン自身も追放処分を受ける。物語中盤で再登場し、ジョンに「決闘」の古の掟を教えるとともに、自らも介添人として関与し、復権を目指す。
シャロン
演 - ランス・レディック、日本語吹替 - 堀内賢雄
「コンチネンタル・ホテル・ニューヨーク」の支配人で、ウィンストンの腹心。劇中冒頭、ウィンストンがグラモン侯爵のもとへ釈明に向かう際に同行するが、ウィンストンへの見せしめとしてその場で射殺される。
シマヅ・コウジ
演 - 真田広之、日本語吹替 - 内田夕夜
「コンチネンタル・ホテル・大阪」の支配人で、ジョン・ウィックやケインの旧友。現在は日本でホテル運営に携わるが、暗殺者としての経験から日本刀や拳銃の扱いに熟達している。首長暗殺後、ジョンが頼って日本に訪れた際には彼を匿う。
シマヅ・アキラ
演 - リナ・サワヤマ / スタントダブル - 伊澤彩織、日本語吹替 - 内田真礼
「コンチネンタル・ホテル・大阪」のコンシェルジュ。シマヅの娘。ナイフや弓などを利用した近接戦闘術に長ける。

### その他
バワリー・キング
演 - ローレンス・フィッシュバーン、日本語吹替 - 玄田哲章
ニューヨークの地下犯罪組織を統括する人物で、普段はホームレスを装って活動している。前作のラストで瀕死のジョン・ウィックを救い、主席連合への報復を持ちかけ、自身の組織で匿い回復させる。本作では主にジョンの行動を陰で支援する。最終局面の前にウインストンと現われ、ジョンに最新防弾スーツと新型ハンドガン、TTI 2011ピットヴァイパーを授ける。
トラッカー / ミスター・ノーバディ
演 - シャミア・アンダーソン、日本語吹替 - 八代拓
伝説的な存在のジョン・ウィックを仕留めることで名を上げようと企むフリーの殺し屋（賞金稼ぎ）。レバーアクション式ライフルを主武器とし、愛犬と共に行動する高い戦闘能力を持つ暗殺者。最初は大阪で多額の賞金がかけられたジョン・ウィックを追跡するが、賞金をさらに吊り上げる目的で密かにチディの部下を暗殺し、結果的にジョンを手助けている。その後、グラモン侯爵に自らを売り込み、ベルリンやパリでもジョンを追って姿を見せる。一旦はジョンに殺されかけるが、それよりも優先して撃たれそうになった愛犬のことを救ったジョンの姿を見て、考えを変えていく。

## 用語
決闘
「主席連合」の古の掟の一つ。メンバー間で紛争が生じた際、犠牲者を抑えつつ争いを決着させるために設けられた制度である。現在では形骸化しており、ジョン・ウィックも実際には行われないと思っていた。決闘は、近世の決闘の形式に準じて行われる。挑む者と挑まれる者はそれぞれ介添人を立て、立会人の下で日時・場所・ルールを取り決める。また、必要に応じて決闘代理人を指名することも可能である。決闘の結果は「主席連合」の名の下に絶対的に遵守される。なお、決闘者が定刻に間に合わなかった場合、介添人とともに粛清される。

## 製作

### 企画開発
2019年5月20日、『パラベラム』の公開に続き、ライオンズゲート社は4作目の製作がすでに始まっていることを発表した。ライオンズゲートから「ジョン・ウィック」の最新情報をメールで受け取っていたファンには、月曜日に暗殺者の言葉で続編のニュースが届いた。曰く「あなたは奉仕してきた。そして、再びあなたは奉仕することになる。『ジョン・ウィック：第4章』公開決定。2021年5月21日」と、映画だけでなく、その公開日も発表された。
3作目の公開前、チャド・スタエルスキ監督はRedditの「AMA」スレッドで、もう一作品を製作するという話し合いがあり、三部作が成功すれば、そのプロジェクトに参加することになると認めている。当時、この発表にもかかわらず、主演のキアヌ・リーブスが新作のために戻ってくるかどうかは未確定であった。しかし、彼はGQ誌に、「僕の足が続く限り、観客が望む限り、この役を続けるよ」と語っている。
その後、スタエルスキはインディワイアのインタビューで、ジョン・ウィックが4作目を「ハッピーエンド」で終わらせることはないと予告しており、「ジョンはこのクソみたいな世界で生き残るかもしれないが、最後はハッピーエンドではないんだ」と語っている。「彼はどこにも行くところがないんだ。正直言って、今あなたに逆質問します。どう終わらせたいんだ？彼が夕日の中を走り去ると思うか？彼は300人を殺したんだよ、彼はただ立ち去るのか？すべてが大丈夫なのか？彼は恋敵と恋に落ちるつもりなのか？君がこのクソ男なら、この男が本当にいるなら、此奴の一日はどう終わるんだ？彼は残りの人生を台無しにされる。時間の問題だ」 。さらにスタエルスキは、4作目でのウィンストンの運命を予告し、「彼は彼を撃つつもりだったんだ。殺すつもりだったのか？そこには解釈の余地があり、2つの進むべき道のどちらかを取ることができるため、そここそが『John Wick 4』において解決されるべき未解決問題みたいなものなのです」。スタジオはシリーズクリエイターのデレク・コルスタットから離れることを選択し、代わりに2020年5月にシェイ・ハッテンを脚本家として起用した 。2021年3月には、『プレデターズ』の脚本家マイケル・フィンチに脚本執筆が任されることになった。
2020年5月1日、インディワイアは、COVID-19の大流行と、キアヌが『ジョン・ウィック4』と同日に公開される予定の『マトリックス レザレクションズ』への出演を決めたため、第4弾の公開時期が2022年5月に延期されていたことを明らかにした。スタエルスキは、「この事態（『マトリックス4』の製作一時停止）が起こったとき、『マトリックス4』はまだ4週間しか経っていなかった」と語り、「だから、キアヌは『マトリックス4』への出演を終えなければならず、これは大きな問題で、おそらく年末までかかると思う。それから準備モードに入り、それからスタートする。だから公開日は...今はまだわからないよ」と述べている。
4作目の製作が発表されたとき、キアヌは『ジョン・ウィック4』や『マトリックス4』のためのトレーニングを始めていることが明らかになった。

### プリプロダクション
2020年8月上旬、ライオンズゲートCEOのジョン・フェルテイマーは決算説明会で、「我々は『ジョン・ウィック』アクション・フランチャイズの別の2作品の脚本準備にも忙しいが、『ジョン・ウィック4』は2022年のメモリアルデー週末に公開される予定だ。キアヌが来年初頭に出演可能になれば、『ジョン・ウィック4』と『5』の両方を続けて撮影したいと考えている。」と述べた 。
2021年5月、リナ・サワヤマが本作で長編映画デビューを果たすことが発表された。翌月には、ローレンス・フィッシュバーン、真田広之、ドニー・イェン、ビル・スカルスガルド、シャミール・アンダーソン 、スコット・アドキンスの出演が決定した。真田広之は当初、『パラベラム』のゼロ役にオファーされていたが、『アベンジャーズ/エンドゲーム』への出演を優先し、降板している 。2021年7月、ランス・レディックがシャロン役で、そして、イアン・マクシェーンがウィンストン役で再登場することが決定した。同年8月にはクランシー・ブラウンがキャストに加わった。

### 撮影
2021年6月28日、COVID-19のパンデミック真っ只中のベルリンとパリで製作が開始され、日本やニューヨークでも追加撮影が行われた。2021年10月、主要撮影は正式に終了した。
撮影には4人のスタントマンが協力した。キアヌ・リーブスは、4人に「ジョン・ウィック・ファイブ」などの文言を裏蓋に刻んだロレックス・サブマリナーをプレゼントした。

## 公開
ライオンズゲート社は『パラベラム』の公開初週に本作の製作を公式発表し、公開予定日を2021年5月21日と決定した  。しかし、COVID-19のパンデミックにより、本作の公開日は2022年5月27日に延期された。その後、2021年12月に、再び2023年3月24日に延期された。

### 日本
2023年9月22日に公開された。それに先立ち、同月13日に東京・TOHOシネマズ六本木ヒルズにてジャパンプレミアイベントが開催されたが、同年7月から継続されている俳優組合（SAG-AFTRA）によるストライキの影響により、キアヌ・リーブスなど、同組合員の参加が不可能になっていることから、本作品関係者では監督のチャド・スタエルスキのみの出席となった。
ホームメディアについては2024年1月22日からデジタル配信が先行する形でセル配信の販売・レンタルを開始された。Blu-rayとDVDのレンタルについては同年2月2日から、ディスクによる販売については同年2月21日からそれぞれ開始された。
定額制動画配信サービスについては2024年1月22日からNetflixにおいて、独占見放題配信が行われている。

## 受賞・ノミネート
| 映画賞                                          | 授賞式         | 部門                            | 対象 | 結果       | 出典          |
| ----------------------------------------------- | -------------- | ------------------------------- | --- | ---------- | ------------- |
| MTVムービー&TVアワード2023                      | 2023年5月7日   | バトル賞                        | キアヌ・リーブス vs 全キャラクター | ノミネート | [ 53 ]        |
| ゴールデン・トレーラー賞                        | 2023年6月29日  | アクション賞                    | 「Legend」 (AV Squad) | 受賞       | [ 54 ] [ 55 ] |
| ゴールデン・トレーラー賞                        | 2023年6月29日  | 音響賞                          | 「Peace」 (TRANSIT) | ノミネート | [ 54 ] [ 55 ] |
| ゴールデン・トレーラー賞                        | 2023年6月29日  | ティーザー・ポスター賞          | 「Hourglass Portrait」 (AV Print) | ノミネート | [ 54 ] [ 55 ] |
| ゴールデン・トレーラー賞                        | 2023年6月29日  | ワイルドポスト賞                | 「Illumicade」 (AV Print) | 受賞       | [ 54 ] [ 55 ] |
| ゴールデン・トレーラー賞                        | 2023年6月29日  | ラジオ/オーディオ・スポット賞   | 「King」 (Silk Factory) | ノミネート | [ 54 ] [ 55 ] |
| 第6回ハリウッド批評家協会ミッドシーズン映画賞   | 2023年6月30日  | 作品賞                          | 『ジョン・ウィック:コンセクエンス』 | ノミネート | [ 56 ] [ 57 ] |
| 第6回ハリウッド批評家協会ミッドシーズン映画賞   | 2023年6月30日  | 監督賞                          | チャド・スタエルスキ | ノミネート | [ 56 ] [ 57 ] |
| 第6回ハリウッド批評家協会ミッドシーズン映画賞   | 2023年6月30日  | スタント賞                      | 『ジョン・ウィック:コンセクエンス』 | 受賞       | [ 56 ] [ 57 ] |
| 国際ロケーション・マネージャー組合賞            | 2023年8月26日  | 現代劇映画ロケーション賞        | 『ジョン・ウィック:コンセクエンス』 | 受賞       | [ 58 ]        |
| ナショナル・ボード・オブ・レビュー賞            | 2023年12月6日  | スタント功績賞                  | - チャド・スタエルスキ - スティーヴン・ダンレヴィ - スコット・ロジャース | 受賞       | [ 59 ]        |
| 第36回シカゴ映画批評家協会賞                    | 2023年12月12日 | 編集賞                          | エヴァン・シフ | ノミネート | [ 60 ] [ 61 ] |
| 第27回ラスベガス映画批評家協会賞                | 2023年12月13日 | アクション映画賞                | 『ジョン・ウィック:コンセクエンス』 | 受賞       | [ 62 ] [ 63 ] |
| 第27回ラスベガス映画批評家協会賞                | 2023年12月13日 | スタント賞                      | 『ジョン・ウィック:コンセクエンス』 | ノミネート | [ 62 ] [ 63 ] |
| 第20回セントルイス映画批評家協会賞              | 2023年12月17日 | アクション映画賞                | 『ジョン・ウィック:コンセクエンス』 | 受賞       | [ 64 ] [ 65 ] |
| 第20回セントルイス映画批評家協会賞              | 2023年12月17日 | スタント賞                      | 『ジョン・ウィック:コンセクエンス』 | 次点       | [ 64 ] [ 65 ] |
| 第20回セントルイス映画批評家協会賞              | 2023年12月17日 | シークエンス賞                  | 『ジョン・ウィック:コンセクエンス』 | 受賞       | [ 64 ] [ 65 ] |
| 第28回サンディエゴ映画批評家協会賞              | 2023年12月19日 | 視覚効果賞                      | 『ジョン・ウィック:コンセクエンス』 | ノミネート | [ 66 ] [ 67 ] |
| 第28回サンディエゴ映画批評家協会賞              | 2023年12月19日 | スタント振付賞                  | 『ジョン・ウィック:コンセクエンス』 | 受賞       | [ 66 ] [ 67 ] |
| 第28回フロリダ映画批評家協会賞                  | 2023年12月21日 | 助演男優賞                      | ドニー・イェン | ノミネート | [ 68 ] [ 69 ] |
| 第28回フロリダ映画批評家協会賞                  | 2023年12月21日 | 撮影賞                          | ダン・ローストセン | 受賞       | [ 68 ] [ 69 ] |
| 2024アストラ映画賞                              | 2024年1月6日   | アクション映画賞                | 『ジョン・ウィック:コンセクエンス』 | 受賞       | [ 70 ]        |
| 第81回ゴールデングローブ賞                      | 2024年1月7日   | 興行成績賞                      | 『ジョン・ウィック:コンセクエンス』 | ノミネート | [ 71 ]        |
| 2023シアトル映画批評家協会賞                    | 2024年1月8日   | アクション振付賞                | - スティーヴン・ダンレヴィ - ローラン・デミアノフ - ラルフ・ヘイガー - ジェームズ・M・ハルティ - スコット・ロジャース                                                                               | 受賞       | [ 72 ]        |
| 第19回オースティン映画批評家協会賞              | 2024年1月10日  | スタント振付賞                  | - スティーヴン・ダンレヴィ - スコット・ロジャース | 受賞       | [ 73 ]        |
| 第17回ヒューストン映画批評家協会賞              | 2024年1月22日  | スタント賞                      | 『ジョン・ウィック:コンセクエンス』 | 受賞       | [ 74 ]        |
| 第51回サターン賞                                | 2024年2月4日   | アクション/アドベンチャー映画賞 | 『ジョン・ウィック:コンセクエンス』 | ノミネート | [ 75 ] [ 76 ] |
| 第51回サターン賞                                | 2024年2月4日   | 主演男優賞                      | キアヌ・リーブス | ノミネート | [ 75 ] [ 76 ] |
| 第51回サターン賞                                | 2024年2月4日   | 編集賞                          | ネイサン・オルロフ | ノミネート | [ 75 ] [ 76 ] |
| 第51回サターン賞                                | 2024年2月4日   | 美術賞                          | ケヴィン・カヴァナー | ノミネート | [ 75 ] [ 76 ] |
| 第51回サターン賞                                | 2024年2月4日   | 4Kホームメディア・リリース賞    | 『ジョン・ウィック:コンセクエンス』 | 受賞       | [ 75 ] [ 76 ] |
| 第28回美術監督組合賞                            | 2024年2月10日  | 現代劇映画部門美術賞            | 『ジョン・ウィック:コンセクエンス』 | ノミネート | [ 77 ]        |
| 第22回視覚効果協会賞                            | 2024年2月21日  | 補助視覚効果賞                  | - ジャネル・クロショー - ララ・レイナ・スパークス - ジョナサン・ロスバート - ハビエル・ロカ - ゲルト・ネフツァー                                                                                    | ノミネート | [ 78 ] [ 79 ] |
| 第22回視覚効果協会賞                            | 2024年2月21日  | 環境製作賞                      | - エトワール広場： - マヌエル・ゴードロー - ファブリス・ヴィエンヌ - ヴィグネーシュ・ラヴィ - ローラン・マコウスキー                                                                                | ノミネート | [ 78 ] [ 79 ] |
| 第22回視覚効果協会賞                            | 2024年2月21日  | 合成&照明賞                     | - アパートにおけるビデオゲーム的描写の殺戮シーン： - ハビエル・ロカ - ジュリアン・フォレスト - トーマス・ブルディス - ドミニク・キルアク                                                            | ノミネート | [ 78 ] [ 79 ] |
| 第30回全米映画俳優組合賞                        | 2024年2月24日  | スタント・アンサンブル賞        | 『ジョン・ウィック:コンセクエンス』 | ノミネート | [ 80 ]        |
| 2024アストラ・クリエイティブ・アーツ賞          | 2024年2月26日  | 撮影賞                          | ダン・ローストセン | ノミネート | [ 81 ]        |
| 2024アストラ・クリエイティブ・アーツ賞          | 2024年2月26日  | 編集賞                          | ネイサン・オルロフ | 受賞       | [ 81 ]        |
| 2024アストラ・クリエイティブ・アーツ賞          | 2024年2月26日  | パブリシティ・キャンペーン賞    | 『ジョン・ウィック:コンセクエンス』 | ノミネート | [ 81 ]        |
| 2024アストラ・クリエイティブ・アーツ賞          | 2024年2月26日  | 音響賞                          | 『ジョン・ウィック:コンセクエンス』 | ノミネート | [ 81 ]        |
| 2024アストラ・クリエイティブ・アーツ賞          | 2024年2月26日  | スタント賞                      | 『ジョン・ウィック:コンセクエンス』 | 受賞       | [ 81 ]        |
| ドリアン賞                                      | 2024年2月26日  | Campiest Flick賞                | 『ジョン・ウィック:コンセクエンス』 | ノミネート | [ 82 ]        |
| ゴールデン・リール賞2023                        | 2024年3月3日   | 映画部門音響編集賞              | - ポール・ソウチェク - マーク・ストーキンジャー - ルーク・ギブソン - オリヴィア・シャオウ・チャン - スティーヴン・ロビンソン - ガエル・ニコラス - ケイシー・ジェントン - ニコラス・インターランディ | ノミネート | [ 83 ]        |
| 第4回クリティクス・チョイス・スーパー・アワード | 2024年4月4日   | アクション映画賞                | 『ジョン・ウィック:コンセクエンス』 | 受賞       | [ 84 ] [ 85 ] |
| 第4回クリティクス・チョイス・スーパー・アワード | 2024年4月4日   | アクション映画男優賞            | キアヌ・リーブス | ノミネート | [ 84 ] [ 85 ] |
| 第4回クリティクス・チョイス・スーパー・アワード | 2024年4月4日   | アクション映画男優賞            | ドニー・イェン | ノミネート | [ 84 ] [ 85 ] |
| 第4回クリティクス・チョイス・スーパー・アワード | 2024年4月4日   | アクション映画女優賞            | リナ・サワヤマ | ノミネート | [ 84 ] [ 85 ] |

## 続編
キアヌ・リーブスは、映画が成功する限り、続編を作り続けることを明言した。ライオンズゲートは4作目と5作目を連続して撮影するつもりだったが、2021年3月にその計画を取り下げた。

## その他
- 真田広之が演じる「シマヅ・コウジ」の「コウジ」は、本作の日本パートのファイトコレオグラファーを務めた川本耕史に由来する。監督のチャド・スタエルスキが日本人が聞いても違和感のない役名にしたいと考え、アイデアを真田に訪ねたところ、真田が「（川本）耕史くんのコウジでどう？」と提案、役名に採用された[5]。

- 本作のキービジュアルなどに映り込んでいる黒いアメリカ車について、一部の記事で「ジョンの愛車のフォード・マスタング」と記載されているが誤りであり、正しくはグラモン公爵の呼びかけでジョンを殺害しようとしたパリの殺し屋が乗っていた1971年式のプリムス・バラクーダである[88]。

- シャロン役のランス・レディックが2023年3月17日に死去したため、エンディングで追悼メッセージが流れた。